# Mikušovce (district d'Ilava)
Mikušovce (hongrois : Mikosfalva) est un village de Slovaquie situé dans la région de Trenčín.

## Histoire
La première mention écrite du village date de 1259.

## Démographie

### Évolution de la population
| Année:               | 1994. | 2004.   | 2014.   | 2024.   |
| -------------------- | ----- | ------- | ------- | ------- |
| Nombre de personnes: | 1014  | 1019    | 1028    | 1044    |
| Différence:          |       | +0,49 % | +0,88 % | +1,55 % |

| Année:               | 2023. | 2024.   |
| -------------------- | ----- | ------- |
| Nombre de personnes: | 1050  | 1044    |
| Différence:          |       | -0,57 % |